# Grand Prix de Fourmies 1993
La 61e édition du Grand Prix de Fourmies a eu lieu le 12 septembre 1993. Elle a été remportée par l'Italien Maximilian Sciandri.

## Classement final
Maximilian Sciandri remporte la course en parcourant les 212 kilomètres en 5 h 13 min 2 s à la vitesse moyenne de 40,635 km/h.
| \| Classement général \| Classement général \| Classement général \| Classement général \| Classement général \| \| Coureur \| Coureur \| Pays \| Équipe \| Temps \| \| ------------------ \| ------------------- \| ------------------ \| ------------------------------ \| ------------------ \| \| 1er \| Maximilian Sciandri \| Italie \| Motorola \| 5 h 13 min 02 s \| \| 2e \| Dimitri Zhdanov \| Russie \| Novemail-Histor-Laser Computer \| + 22 s \| \| 3e \| Laurent Madouas \| France \| Castorama \| + 23 s \| |                     |        |                                |                 |
| |                     |        |                                |                 |
| Source : Cycling Archives |                     |        |                                |                 |
| Classement général |                     |        |                                |                 |
| Coureur | Coureur             | Pays   | Équipe                         | Temps           |
| 1er | Maximilian Sciandri | Italie | Motorola                       | 5 h 13 min 02 s |
| 2e | Dimitri Zhdanov     | Russie | Novemail-Histor-Laser Computer | + 22 s          |
| 3e | Laurent Madouas     | France | Castorama                      | + 23 s          |